# Srinivaspur
Srinivaspur là một thị xã panchayat của quận Kolar thuộc bang Karnataka, Ấn Độ.

## Địa lý
Srinivaspur có vị trí 13°20′B 78°13′Đ / 13,33°B 78,22°Đ Nó có độ cao trung bình là 819 mét (2687 feet).

## Nhân khẩu
Theo điều tra dân số năm 2001 của Ấn Độ, Srinivaspur có dân số 22.926 người. Phái nam chiếm 51% tổng số dân và phái nữ chiếm 49%. Srinivaspur có tỷ lệ 64% biết đọc biết viết, cao hơn tỷ lệ trung bình toàn quốc là 59,5%: tỷ lệ cho phái nam là 68%, và tỷ lệ cho phái nữ là 58%. Tại Srinivaspur, 15% dân số nhỏ hơn 6 tuổi.